# Ormosia parviala
Ormosia parviala là một loài ruồi trong họ Limoniidae. Chúng phân bố ở miền Tân bắc.